# Floridsdorfer AC
Floridsdorfer Athletiksport-Club je rakouský fotbalový klub z vídeňské čtvrti Floridsdorf. V sezóně 2015/16 bude hrát druhou nejvyšší soutěž v zemi, která se jmenuje Erste Liga. Klubové barvy jsou modrá a bílá.
Floridsdorfer AC byl založen v roce 1904. V roce 1918 získal svůj jediný mistrovský titul v historii, když při bodové rovnosti s SK Rapid Wien rozhodlo lepší skóre floridsdorfských. Na druhé příčce ligy skončil klub v letech 1916, 1917 a 1944, Vídeňský pohár, předchůdce ÖFB-Cupu, vyhrál v letech 1907, 1915 a 1918. V nejvyšší soutěži působil v letech 1911-23, 1925-38 a 1940-54. V historické tabulce rakouské Bundesligy figuruje na 13. místě. Hrál také Středoevropský pohár 1934, kde vypadl v prvním kole s Ferencvárosem po výsledcích 0:8 a 1:2. V roce 1990 se sloučil s SV Groß Viktoria, v roce 2007 s Polizeisportvereinigung Team für Wien a přijal současný název. Hrál v regionálních soutěžích, až v roce 2014 postoupil do druhé nejvyšší celostátní ligy.
Odchovanci klubu byli Robert Dienst a Ernst Ocwirk, prošli jím také rakouští reprezentanti Peter Platzer a Jürgen Patocka.